# سیارک ۳۸۹۷
سیارک ۳۸۹۷ (به انگلیسی: 3897 Louhi، نامگذاری:1942RT) سه هزار و هشتصد و نود و هفتمین سیارک کشف شده‌است که در ۸ سپتامبر ۱۹۴۲ کشف شد.
قدر مطلق سیارک برابر ۱۲٫۷۰ است.